# Boulloterion
Boulloterion - przyrząd używany w Cesarstwie Bizantyńskim do zaciskania ołowianych pieczęci służących do zamykania poufnej korespondencji oraz w celu potwierdzenia autentyczności dokumentów.
Boulloterion kształtem przypominał żelazne szczypce ze szczękami w kształcie płytek. Awers płytek był wygrawerowany inskrypcją, motywem graficznym lub ich połączeniem. Boulloterion miał nad szczękami wypust, w który uderzano młotkiem, powodując zaciśnięcie ołowianego krążka pieczęci i jednocześnie wybicie na nim wzorów wyrytych na płytkach stempla. Używane przy wykonywaniu pieczęci ołowiane krążki były odlewane w ten sposób by pozostawić w nich pusty kanalik od góry do dołu przez całą jego średnicę. Przez ten kanalik przewlekano końce sznurka umieszczonego uprzednio w otworach wykonanych w dokumencie, a następnie go zawiązywano. Po zaciśnięciu w boulloterionie pieczęć była trwale połączona z dokumentem.     